# Domarring

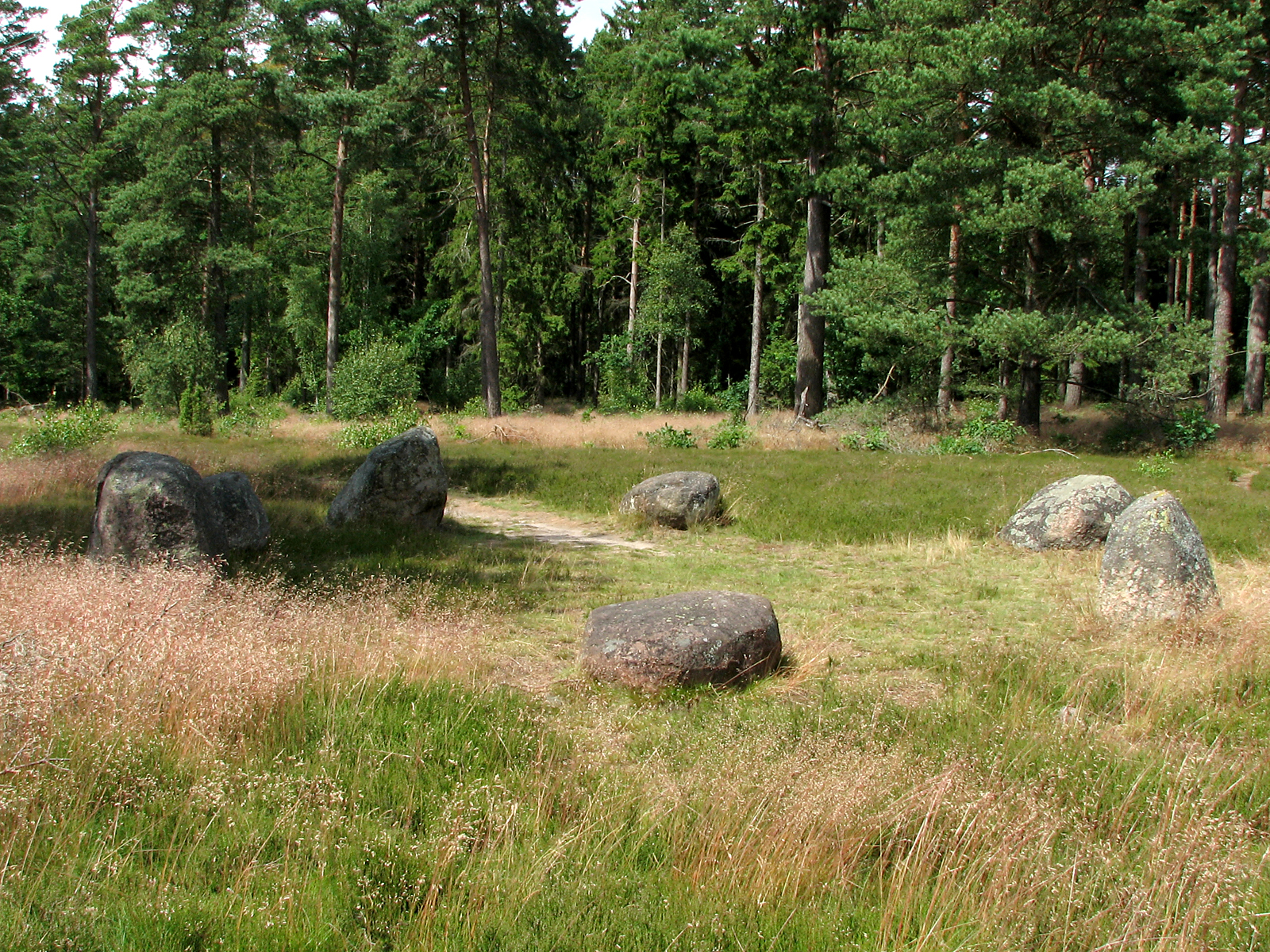
Domarring von Björketorp, Schweden

Ein Domarring (auch Dommerring, deutsch „Richterring“) ist ein Steinkreis (norwegisch Steinsirkler). Mårten Stenberger (1898–1973) rechnete diese Fundgattung zu den Schiffssetzungen. 

## Verbreitung

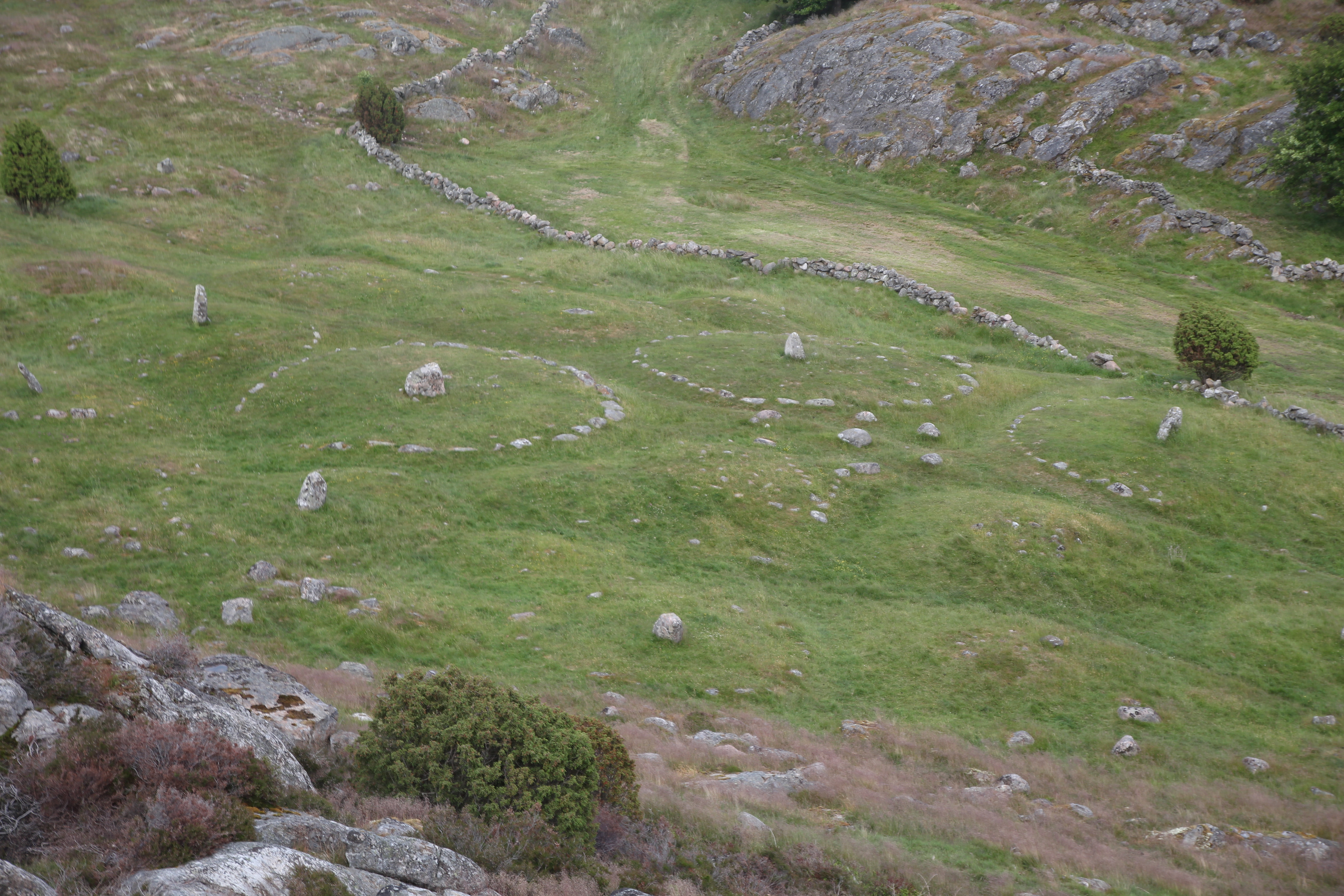
Gräberfeld von Pilane, Schweden

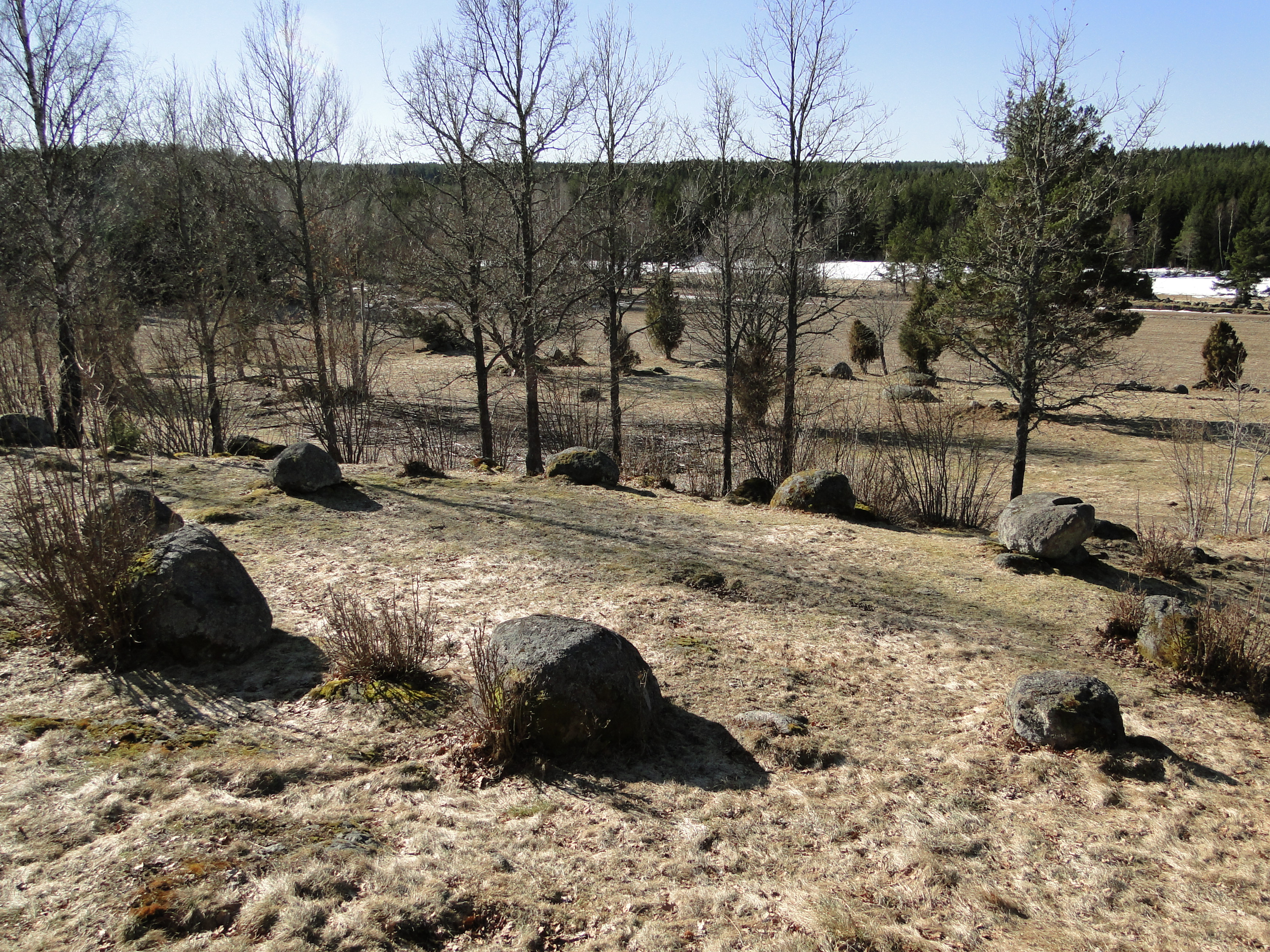
Domarring von Kvigestad, Schweden

Sie kommen zahlreich in vielen südschwedischen Provinzen und besonders häufig in Västergötland vor. Die meisten findet man in den Regionen Jönköpings län und Skaraborgs län. Etwas mehr als 50 sind in Norwegen belegt (Gräberfeld von Istrehågan, Stoplesteinan, Zwölfsteinring von Moelv).
Der Begriff „Domarring“ ist auf frühere Zeiten zurückzuführen. Man assoziierte die Kreise mit der Rechtsprechung und dachte, dass eine bestimmte ungerade Zahl von Richtern in den Kreisen Urteile sprach.

## Beschreibung
Meist bestehen sie aus fünf (Stenungsund), sieben (Tjuvbackama), neun (Himmelstorp, Gräberfeld von Mosslelund) oder zwölf mittelgroßen Feldsteinen oder Findlingen, die mit größeren Zwischenräumen kreisförmig angeordnet sind und einzeln oder in kleineren Gruppen beisammenliegen. Der größte Ring liegt auf dem Gräberfeld von Blomsholm. Er hat etwa 33,0 m Durchmesser und besteht aus zehn Steinen. Es gibt Kreise mit mehr als 30 Steinen (Nedre Ätradalen) und Gräberfelder mit 10 Steinkreisen (Dårskilds Högar). Die Kreise Munkakyrkan und Timmersjö sind die größten in Halland, der eine hat 29, der andere 15 Steine. Im Nordwesten der Insel Tjörn liegt Pilane, eines der größten Grabfelder Schwedens mit mehr als 100 Hügeln, Steinsetzungen und Richterringen aus der mittleren Eisenzeit. Auf dem Vetteberg liegt der größte Steinkreis. Beim Runenstein von Björketorp in Blekinge befindet sich ein einzelner Richterring.

## Eisenzeit
Mitunter ruhen die Blöcke auf einer Dreipunktauflage aus kleineren Steinen. Dabei handelt es sich um eisenzeitliche Dolmen. Auf dem Gräberfeld Vi alvar/Källa, Öland, finden sich ein Treudd und etliche kleine Domarringe, die derartige Formen aufweisen. Untersuchungen haben ergeben, dass diese Steinkreise seit der vorrömischen Eisenzeit (500 v. Chr.) vermutlich bis in die Wikingerzeit (800–1100 n. Chr.) errichtet wurden. Sie enthalten zumeist ein oder mehrere einfache Brandgräber (oder Brandgruben). Wie die größeren Schiffssetzungen können einige dieser Anlagen eine Funktion in Verbindung mit dem Rechtswesen gehabt haben, worauf der Name verweist.